# 연꽃향차
연꽃향차 또는 짜 샌(베트남어: trà sen)은 연꽃 향이 스민 녹차이다. 연꽃봉오리 안에 녹찻잎을 넣어 찻잎에 연꽃 향이 스며들게 두었다가, 꽃에서 수꽃술 전체나 꽃밥을 떼내어 찻잎과 함께 그대로 보관하거나 덖어 보관한다.

## 이름
베트남어 "짜(베트남어: trà / 茶)"는 음료 "차"를, "센(베트남어: sen / 蓮)"은 식물 "연꽃"을 뜻한다.